# 헤이안 쇼기
헤이안 쇼기(平安将棋)는 현대 쇼기의 전신이다. 체스와 쇼기의 조상격인 차투랑가 게임의 일부 형태는 그 이전은 아니더라도 9세기에 일본에 전해졌지만, 규칙에 대한 가장 오래된 일본의 설명은 12세기 초(헤이안 시대인 1120년경)로 거슬러 올라간다. 불행히도 이 설명은 실제로 게임을 플레이하는 데 충분한 정보를 제공하지 않지만, 이것이 사람들이 이 초기 형태의 쇼기를 재구성하려는 시도를 막지는 못했다.

## 게임 규칙
말의 움직임은 현대의 장기와 같았지만 루크나 비숍은 없었다. 보드는 9×8 또는 8×8인 것으로 보인다. 설정은 알려지지 않았지만 현대의 장기(루크와 비숍을 빼고, 8×8의 경우 금 장군을 뺀)와 동일했다고 합리적으로 추측할 수 있다. 하지만 폰이 두 번째 순위에서 시작했을 가능성도 있다. 세 번째보다는. 게임이 드롭 없이 진행되었다고 안전하게 추측할 수 있다. 이 문서에서는 현대에 게임을 플레이할 수 있게 만드는 상당히 완전한 규칙 세트를 간략하게 설명한다.

### 목적
게임의 목적은 상대방의 왕을 잡거나 다른 모든 말을 잡는 것이다.

## 같이 보기
- 변형 쇼기